# Așteptînd un tren
Așteptînd un tren este un film românesc din 1982 regizat de Mircea Veroiu. Rolurile principale au fost interpretate de actorii Maria Ploae, Mircea Diaconu și Radu Vaida.

## Rezumat
Calitățile autorului, în dublă lui atribuție de constructor al narațiunii și de realizator, sunt numeroase și frapante, de la ritmul studiat al succedarii momentelor violente ale schimburilor de focuri, cu cele de reculegere, în care personajele încep o anume confesiune, se evidențiază o știință a distribuției funcționale și o plasticitate a spațiului." - Cinema - 1982

## Distribuție
- Maria Ploae — Matilda, femeia însărcinată sosită în ultimul moment la gară
- Mircea Diaconu — soldatul Zarzalin, cel care o ajută să nască pe Matilda
- Radu Vaida — sergentul Miron, comandantul grupei de soldați
- Costel Constantin — caporalul
- Petre Gheorghiu — Didiță, șeful de gară
- Răzvan Vasilescu — soldatul Zamfir, mitraliorul instalat în turnul gării
- Petre Tanasievici — soldatul Stancu
- Cristian Rotaru — băiețandrul rămas în gară
- Olga Delia Mateescu — femeia din oraș, prietena Matildei
- Andrei Finți — ofițerul german, iubitul Matildei
- Mircea Constantinescu — soldatul Ioniță
- Dumitru Dimitrie — soldatul Dumitru
- Doru Dumitrescu
- Radu Popescu
- Dumitru Ghiuzelea
- Nicolae Gheorghieș
- Cătălin Mina
- George Radu Menelas
- Alexandru Virgil Platon — luptător antifascist civil
- Ion Dumitrache
- Marian Crăciun
- Pătrașcu Sîrbu
- Boris Petroff — luptător antifascist civil
- Augustin Brînzaș
- Stelian Barbu
- Vasile Moroșanu
- Adrian Drăgușin
- Constantin Dinescu
- Paul Gheorghiu
- Constantin Rogin

## Primire
Filmul a fost vizionat de 1.778.196 de spectatori în cinematografele din România, după cum atestă o situație a numărului de spectatori înregistrat de filmele românești de la data premierei și până la data de 31 decembrie 1989 alcătuită de Centrul Național al Cinematografiei.